# Justin García
Justin García (Trinidad y Tobago; 26 de octubre de 1995) es un futbolista de Trinidad y Tobago que juega en la posición de defensa central con el Defence Force FC de la TT Pro League desde 2016.

## Carrera

### Club
| Periodo | Club             |
| ------- | ---------------- |
| 2016–   | Defence Force FC |

### Selección nacional
García debutó con Trinidad y Tobago el 11 de agosto de 2019 en la derrota por 0-1 en un partido amistoso ante San Vicente y las Granadinas. Fue convocado para jugar en la Copa de Oro de la Concacaf 2021 donde fue titular en el empate 0-0 ante México y entró de cambio en el empate 1-1 ante Guatemala.
Su primer gol internacional lo anotó el 11 de septiembre de 2023 en la victoria por 3-2 de visita ante El Salvador en San Salvador por la Liga de Naciones de la Concacaf 2023-24. Fue convocado para jugar en la Copa de Oro de la Concacaf 2025 donde jugó de titular en los tres partidos y anotó un gol en el empate 1-1 ante Haití en Houston.

## Logros
- Trinidad and Tobago Pro Bowl: 2017
- TT Pro League: 2019–20